# Brahmina mysoreensis
Brahmina mysoreensis är en skalbaggsart som beskrevs av Frey 1971. Brahmina mysoreensis ingår i släktet Brahmina och familjen Melolonthidae. Inga underarter finns listade.